# Ван Нюс, Кор
Корнелис (Кор) ван Нюс (нидерл. Cornelis "Cor" van Nus; 22 февраля 1905, Утрехт — 9 августа 1980) — нидерландский футболист, выступал на позиции полузащитника. В начале XX века выступал за команду «Ворвартс» из города Утрехт.
В составе национальной сборной Нидерландов провёл одну игру. Дебютировал 13 июня 1926 года в товарищеском матче против сборной Дании, завершившемся победой датчан со счётом 4:1. Ван Нюс стал первым и единственным игроком «Ворватса», сыгравшим за национальную команду.

## Статистика

### Матчи ван Нюса за сборную Нидерландов
| Матчи ван Нюса за сборную Нидерландов | Матчи ван Нюса за сборную Нидерландов | Матчи ван Нюса за сборную Нидерландов | Матчи ван Нюса за сборную Нидерландов | Матчи ван Нюса за сборную Нидерландов | Матчи ван Нюса за сборную Нидерландов |
| ------------------------------------- | ------------------------------------- | ------------------------------------- | ------------------------------------- | ------------------------------------- | ------------------------------------- |
| №                                     | Дата                                  | Соперник                              | Счёт                                  | Голы ван Нюса                         | Соревнование                          |
| 1                                     | 13 июня 1926                          | Дания                                 | 1:4                                   | —                                     | Товарищеский матч                     |

Итого: 1 матч / 0 голов; 0 побед, 0 ничьих, 1 поражение.